# لوسيان هينغي
لوسيان هينغي هو لاعب كرة قدم فانواتي في مركز الدفاع، ولد في 21 مارس 1992 في فانواتو. شارك مع منتخب فانواتو تحت 20 سنة لكرة القدم ومنتخب فانواتو تحت 23 سنة لكرة القدم ومنتخب فانواتو لكرة القدم. أما مع النوادي، فقد لعب مع نادي تافيا ‏.

## وصلات خارجية
- لوسيان هينغي على موقع قاعدة بيانات كرة القدم.إي يو (الإنجليزية)
- لوسيان هينغي على موقع ناشيونال فوتبول تيمز (الإنجليزية)
- لوسيان هينغي على موقع Soccerway.com (الإنجليزية)